# Scarabaeus inoportunus
Scarabaeus inoportunus là một loài bọ cánh cứng trong họ Bọ hung (Scarabaeidae).